# Metaperiaptodes samarensis
Metaperiaptodes samarensis är en skalbaggsart som beskrevs av Stefan von Breuning 1974. Metaperiaptodes samarensis ingår i släktet Metaperiaptodes och familjen långhorningar.
Artens utbredningsområde är Filippinerna. Inga underarter finns listade i Catalogue of Life.